# Goniopora savignyi
Goniopora savignyi är en korallart som beskrevs av James Dwight Dana 1846. Goniopora savignyi ingår i släktet Goniopora och familjen Poritidae. IUCN kategoriserar arten globalt som livskraftig. Inga underarter finns listade i Catalogue of Life.